# WizardWorks Software
WizardWorks Software — компания-разработчик и издатель компьютерных игр, находившаяся в Миннеаполисе. Наиболее известна как издатель игр серии Deer Hunter, но также занималась созданием дополнений к таким играм как Doom, Duke Nukem 3D и StarCraft, а также издавала другие игры.
В 1996 WizardWorks была приобретена GT Interactive Software ,и продолжала существовать как отдельный лейбл до приобретения компанией Infogrames , которая вскоре стала Atari 
В 2004 Atari закрыла офис в Миннеаполисе, перенеся незаконченные проекты в Беверли, штат Массачусетс.

## Основные проекты
1. Montezuma's Return (1996)
2. Chasm: The Rift (1997)
3. Deer Hunter (1997)
4. X-Men: The Ravages of Apocalypse (1997)
5. Carnivores (1998)
6. StarCraft: Retribution (1998)
7. Rocky Mountain Trophy Hunter (1998)
8. Emergency: Fighters For Life (1998)
9. Emergency Rescue: Firefighters (2000)